# ماريو دا بوزو
ماريو دا بوزو (بالإيطالية: Mario Da Pozzo)‏ هو لاعب كرة قدم إيطالي في مركز حراسة المرمى، ولد في 9 يوليو 1939 في ليجناغو في إيطاليا. لعب مع إنتر ميلان ونادي جنوى ونادي فاريسي ونادي كاتانزارو ونادي مانتوفا ونادي نابولي وهيلاس فيرونا.